# Schwarznarbenkröte
Die Schwarznarbenkröte (Duttaphrynus melanostictus, Syn.: Bufo melanostictus) ist eine Amphibienart aus der Gattung Duttaphrynus innerhalb der Familie der Kröten (Bufonidae). Sie ist die häufigste Krötenart im südostasiatischen Raum.

## Merkmale

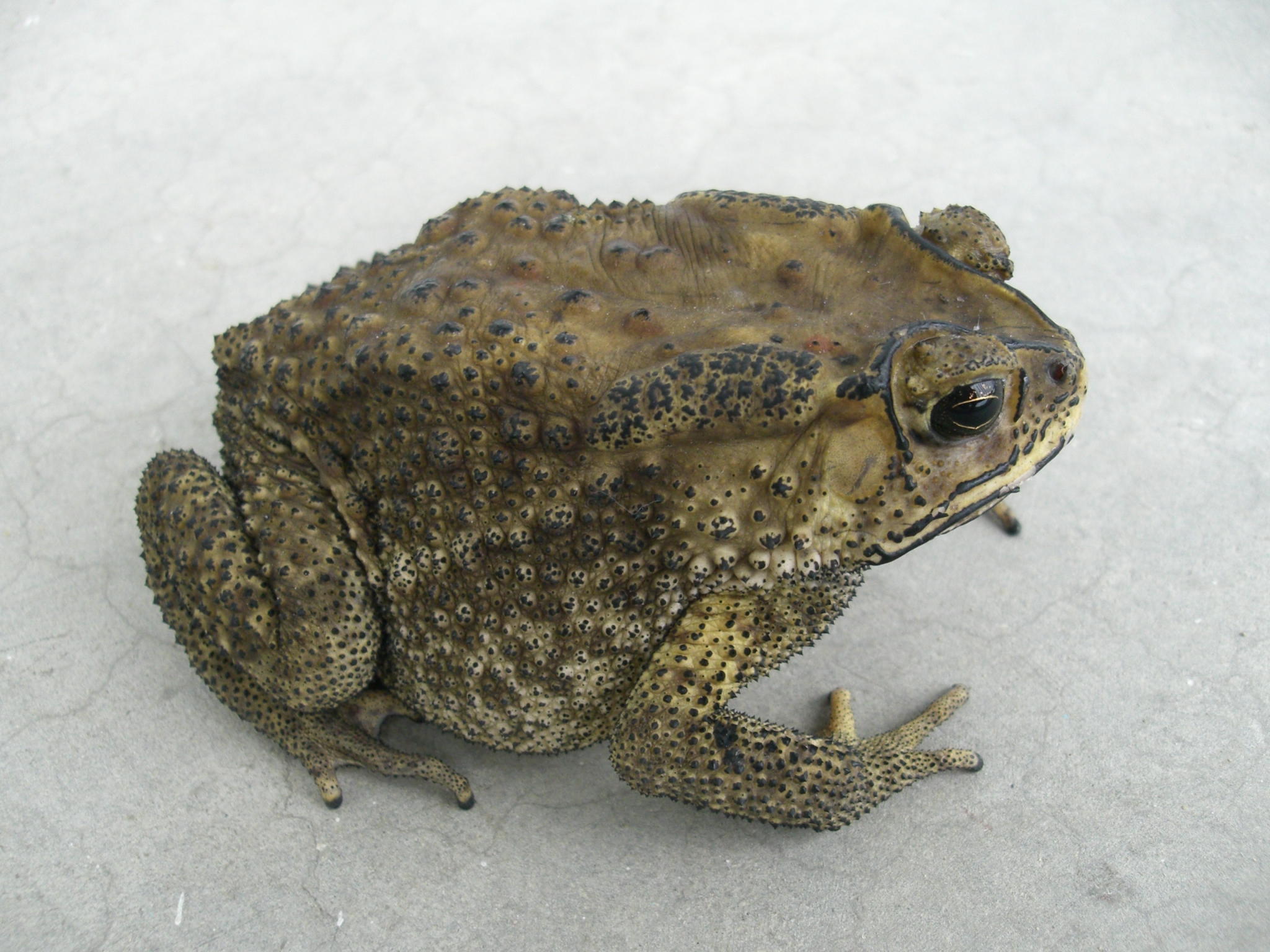
Gut zu erkennen: Die schwarzen Augenleisten und die Ohrdrüsen

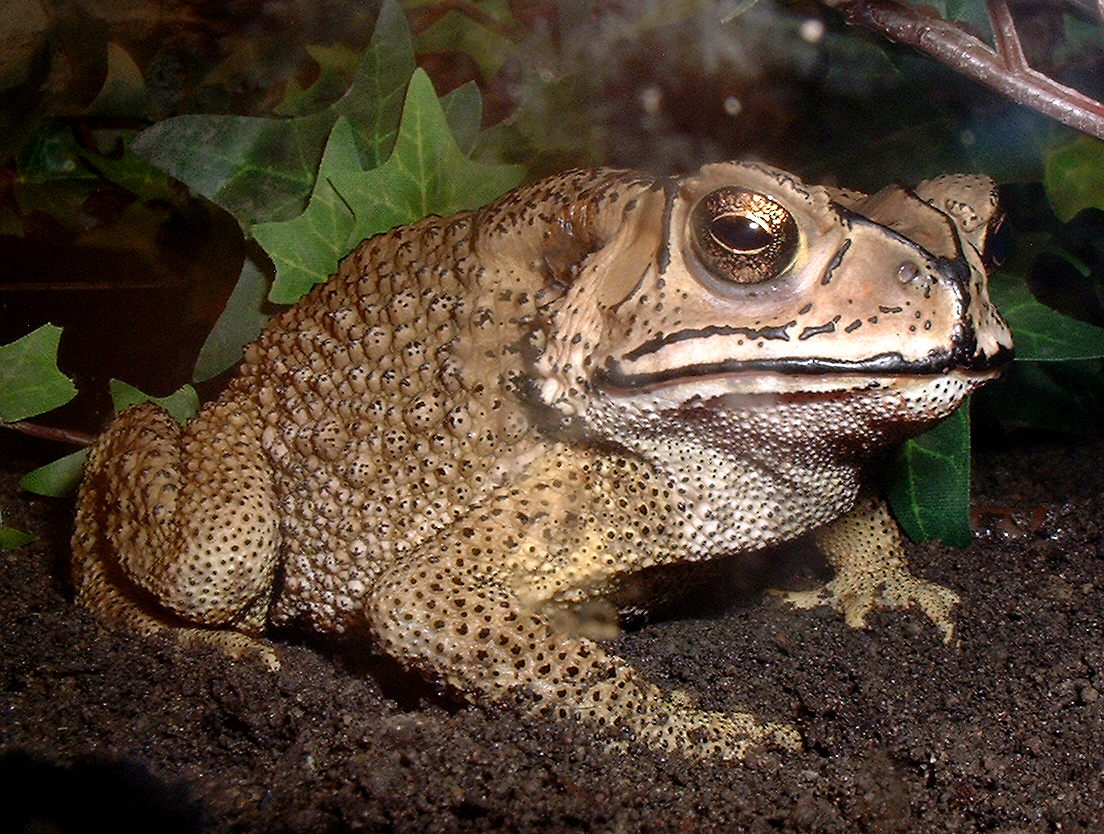
Ein Weibchen

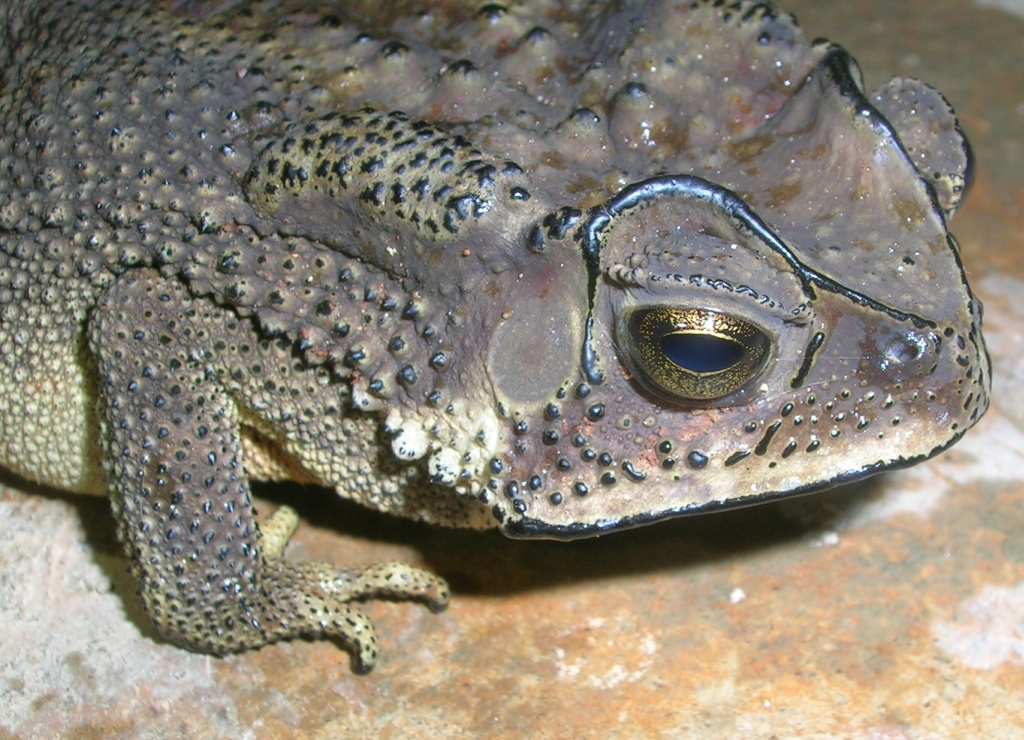
Porträt eines Exemplars aus Indien; auffällig sind die mit schwarzen Spitzen endenden Warzen

Schwarznarbenkröten haben einen plumpen, gedrungenen Körper und bewegen sich durch kurze Hopser fort.
Die Grundfarbe ist oberseits variabel grau bis braun oder rötlich mit dunklen Flecken, unterseits schmutzig-weiß und dabei teilweise hellbraun gesprenkelt.
Anhand ihrer individuellen Warzenmuster am Kopf, die in Reihen entlang der Konturen verlaufen, kann man einzelne Exemplare voneinander unterscheiden.
Die schwarzen, zum Teil erhabenen Leisten um die Augen und an der Schnauze verleihen den Tieren ein etwas maskenhaftes und kantiges Aussehen.
Die Hornhöcker der Warzen am Körper sind schwarz.
Besonders zahlreich sind diese an den Flanken ausgeprägt.
Dazu kommen acht bis neun auffallend große und hervorgehobene Warzen hinter der Kopfbasis.
Die Trommelfelle sind deutlich sichtbar und weisen mindestens zwei Drittel des Augendurchmessers auf.
Die Giftdrüsen (Parotiden) an beiden Seiten des Kopfes sind länglich, etwa so wie zwei bis drei Augen hintereinander; bei der Aga-Kröte sind sie eher dreieckig und etwa fünfmal so groß wie das Auge.
Die Männchen sind wesentlich kleiner als die Weibchen, auch gibt es innerartlich regionale Unterschiede.
Maß ein Weibchen in Thailand 115 Millimeter, brachte es ein Weibchen auf Borneo auf 78 Millimeter und ein Männchen von dort auf 68 Millimeter. In Pakistan sind Weibchen mit 150 Millimetern Kopf-Rumpf-Länge beobachtet worden.
Bei brünstigen Männchen färbt sich die Kehle hellorange oder gelb; außerdem entwickeln diese Brunstschwielen an den Innenseiten der ersten beiden Finger.

## Verbreitung
Die Schwarznarbenkröte ist die häufigste Krötenart in Süd- und Südostasien. Sie lebt im größten Teil Indiens, auf Sri Lanka und ist nach Norden bis nah an den Jangtse in China verbreitet. Disjunkt leben sie auch in einem kleinen Gebiet an Chinas Gelbem Fluss. Im Himalaya findet man sie bis in Höhen von 3000 Metern. Im Süden zählen Hinterindien und die Großen Sundainseln bis Borneo und Java zu ihrem Verbreitungsgebiet. In den letzten Jahren breitete sie sich in der südostasiatischen Inselwelt weiter nach Osten aus, was auf Aussetzungen oder Verschleppungen durch den Menschen zurückzuführen ist. Beispiele sind die Inseln Bali, Sulawesi, Ambon (Molukken) und der Vogelkopf im Nordwesten Neuguineas.
2008 und 2009 gab es in Osttimor Meldungen, dass die ausländischen Truppen im Land die Aga-Kröte (Bufo marinus) aus Australien eingeschleppt hätten, was sich wegen der Eigenschaft dieser Art als besonders invasiver Neozoon (vergleiche auch: Fauna Australiens) zu einem Politikum entwickelte. Die von der Bevölkerung daher als Interfet-Frosch („Manduku Interfet“) bezeichneten Froschlurche wurden aber bisher immer als Schwarznarbenkröten identifiziert, die erst wenige Jahre zuvor aus Indonesien nach Timor eingewandert waren. Inzwischen ist sie dort jedoch relativ häufig. Neuerdings breitet sich die Schwarznarbenkröte auch in Madagaskar aus und bedroht dort die heimische Tierwelt.

## Lebensweise
Die Schwarznarbenkröte ist eine Kulturfolgerin. Auf Borneo wurde sie nur in großen Siedlungen gefunden, auf Java auf Plätzen und Gärten in den Städten. Ihren Laich legt sie in Straßengräben und auf überschwemmten Feldern ab. Auf Timor fand man sie in Städten, in Kaffeeplantagen und im Unterholz an der Küste.
Die Tiere sind nachtaktiv. Tagsüber verstecken sie sich unter Gegenständen wie Wurzeln und Steinen, wobei sie mitunter gesellig sind und recht ortstreu sein können. Mit der Abenddämmerung kommen sie hervor und gehen auf die Jagd nach Wirbellosen. Oft sieht man sie unter Straßenlaternen, wo sie herunterfallende Insekten aufsammeln.

## Fortpflanzung
Im beständig regenreichen Java wurden Schwarznarbenkröten das ganze Jahr über bei der Laichabgabe beobachtet. Möglicherweise orientierten sie sich dabei auch an den Mondphasen. Bei zunehmendem Mond und Vollmond wurde eine größere Zahl laichender Paare beobachtet als zu anderen Zeiten. In gemäßigteren Zonen des westlichen Himalaya eröffnet der Monsun die Laichzeit im Juli und August.
Die an den Ufern von Gewässern sitzenden Männchen äußern wenig melodiöse Paarungsrufe wie „curr, curr, curr“, die mit einem Pfeifton enden. Sie sind den Weibchen zahlenmäßig weit überlegen und verhalten sich untereinander entsprechend aggressiv. Sobald ein Männchen ein Weibchen entdeckt hat, klettert es auf dessen Rücken und umklammert es in der Achselgegend (axillarer Amplexus). Dann versucht das Paar einen ruhigeren Platz innerhalb des Laichgewässers zu finden. Ähnlich wie bei der europäischen Erdkröte wird der Laich in langen, zweireihigen Gallertschnüren abgegeben. Diese werden zwischen Wasserpflanzen und untergetauchten Ästen verankert, indem das Paar während des Ablaichens herumschwimmt. Die später schlüpfenden Kaulquappen sind oberseits schwarz gefärbt.